# سرخیو کاستل
سرخیو کاستل (انگلیسی: Sergio Castel؛ زادهٔ ۲۲ فوریهٔ ۱۹۹۵) بازیکن فوتبال اهل اسپانیا است.
از باشگاه‌هایی که در آن بازی کرده‌است می‌توان به باشگاه فوتبال جمشیدپور و باشگاه فوتبال اتلتیکو مادرید اشاره کرد.